# منفرد بروی
منفرد بروی (انگلیسی: Manfred Broy؛ زادهٔ ۱ ژانویهٔ ۱۹۴۹) دانشمند رایانه آلمانی و استاد بازنشسته در گروه انفورماتیک دانشگاه فنی مونیخ، گارشینگ، آلمان است.

## زندگی‌نامه
بروی پی‌اچ‌دی فلسفه خود را در سال ۱۹۸۰ در زمان استادی فریدریش ال باوئر با طرح تغییر برنامه‌های در حال اجرا به صورت موازی به دست آورد.
در سال ۱۹۸۳، او دانشکده ریاضیات و علوم رایانه را در دانشگاه پاسائو تأسیس کرد که تا سال ۱۹۸۶ رئیس آن بود. در سال ۱۹۸۹ به دانشگاه فنی مونیخ (TUM) رفت. در سال ۱۹۹۲، وی بنیانگذار و رئیس دانشکده انفورماتیک شد که تا آن زمان مؤسسه‌ای در دانشکده ریاضیات و انفورماتیک بود. از آن زمان به بعد او در دانشگاه فنی مونیخ تدریس می‌کند. 
در سال ۲۰۰۴، وی به عنوان عضو انجمن علوم رایانه انتخاب شد، در سال ۲۰۰۷ مدال کنراد زوز را به‌دست آورد. او همچنین سردبیر مجله بین‌المللی نرم‌افزار و انفورماتیک است. بروی مدیر مدرسه تابستانی بین‌المللی مارکتوبردورف بوده است.
او در ۳۱ مارس ۲۰۱۵ بازنشسته شد.